# Dennis Hadžikadunić
Dennis Hadžikadunić, född 9 juli 1998 i Malmö, är en svensk-bosnisk fotbollsspelare som spelar för Hamburger SV, på lån från ryska Rostov. Han representerar även Bosnien och Hercegovinas landslag.

## Klubbkarriär

### Malmö FF
Hadžikadunić moderklubb är BK Olympic. Han gick 2012 över till Malmö FF. Den 10 oktober 2016 skrev Hadžikadunić på ett lärlingskontrakt med Malmö FF till och med säsongen 2018. Hadžikadunić gjorde allsvensk debut den 30 oktober 2016 i en 1–0-förlustmatch mot Gefle IF, där han byttes in i den 66:e minuten mot Kári Árnason. I september 2017 förlängde Hadžikadunić sitt kontrakt i MFF till och med säsongen 2020.
I januari 2018 blev det klart att han lånades ut till Trelleborgs FF på ett låneavtal fram till den 15 juli.

### Rostov
Den 12 juli 2018 värvades Hadžikadunić av ryska Rostov, där han skrev på ett femårskontrakt. Den 11 mars 2022 blev Hadžikadunić klar för en återkomst till Malmö FF på ett säsongslån. I januari 2023 lånades han ut till spanska RCD Mallorca på ett låneavtal över resten av säsongen 2022/2023.
I juli 2023 lånades Hadžikadunić ut till tyska Hamburger SV på ett säsongslån. I juli 2024 förlängdes låneavtalet med ytterligare en säsong.

## Landslagskarriär
Trots att Hadžikadunić hade representerat samtliga av Sveriges ungdomslandslag valde han att representera Bosnien och Hercegovina på seniornivå.
Den 28 september 2020 blev Hadžikadunić för första gången uttagen i Bosnien och Hercegovinas landslag till en EM-kvalmatch mot Nordirland samt två Uefa Nations League-matcher mot Nederländerna och Polen. Han debuterade den 11 oktober 2020 i en 0–0-match mot Nederländerna.

## Karriärstatistik
| Klubb                | Säsong             | Liga               | Liga    | Liga | Nationell cup | Nationell cup | Internationell cup | Internationell cup | Totalt  | Totalt |
| Klubb                | Säsong             | Division           | Matcher | Mål  | Matcher       | Mål           | Matcher            | Mål                | Matcher | Mål    |
| -------------------- | ------------------ | ------------------ | ------- | ---- | ------------- | ------------- | ------------------ | ------------------ | ------- | ------ |
| Malmö FF             | 2016               | Allsvenskan        | 1       | 0    | 0             | 0             | —                  | —                  | 1       | 0      |
| Malmö FF             | 2017               | Allsvenskan        | 4       | 0    | 0             | 0             | —                  | —                  | 4       | 0      |
| Malmö FF             | Totalt             | Totalt             | 5       | 0    | 0             | 0             | —                  | —                  | 5       | 0      |
| Trelleborgs FF (lån) | 2018               | Allsvenskan        | 10      | 0    | 2             | 0             | —                  | —                  | 12      | 0      |
| Rostov               | 2018/2019          | Premjer-Liga       | 8       | 0    | 4             | 1             | —                  | —                  | 12      | 1      |
| Rostov               | 2019/2020          | Premjer-Liga       | 17      | 1    | 2             | 0             | —                  | —                  | 19      | 1      |
| Rostov               | 2020/2021          | Premjer-Liga       | 25      | 1    | 1             | 0             | 1                  | 0                  | 27      | 1      |
| Rostov               | 2021/2022          | Premjer-Liga       | 10      | 0    | 1             | 0             | —                  | —                  | 11      | 0      |
| Rostov               | Totalt             | Totalt             | 60      | 2    | 8             | 1             | 1                  | 0                  | 69      | 3      |
| Malmö FF (lån)       | 2022               | Allsvenskan        | 25      | 1    | 2             | 0             | 12                 | 0                  | 39      | 1      |
| Mallorca (lån)       | 2022/2023          | La Liga            | 8       | 0    | —             | —             | —                  | —                  | 8       | 0      |
| Hamburger SV (lån)   | 2023/2024          | 2. Bundesliga      | 24      | 1    | 3             | 0             | —                  | —                  | 27      | 1      |
| Hamburger SV (lån)   | 2024/2025          | 2. Bundesliga      | 0       | 0    | 0             | 0             | —                  | —                  | 0       | 0      |
| Hamburger SV (lån)   | Totalt             | Totalt             | 24      | 1    | 3             | 0             | —                  | —                  | 27      | 1      |
| Totalt i karriären   | Totalt i karriären | Totalt i karriären | 132     | 4    | 15            | 1             | 13                 | 0                  | 160     | 5      |

1. ↑  Match i Europa League
2. ↑  Tre matcher i Champions League, nio matcher i Europa League

## Meriter
Malmö FF
- Svensk mästare: 2016, 2017
- Svensk cupvinnare: 2022